# Jørgen Pedersen (politiker)

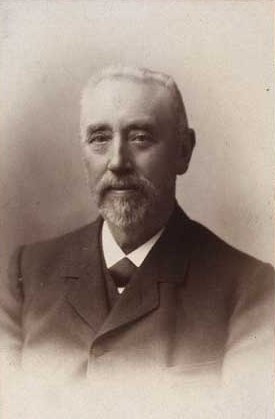
Jørgen Pedersen.

Jørgen Pedersen, född den 18 januari 1841 nära Odense, död den 6 juli 1920 i Odense, var en dansk politiker.
Pedersen avlade 1863 skollärarexamen och var folkhögskollärare, tills han 1873 blev redaktör för Fyns Tidende i Odense, som han gjorde till en av Danmarks största och inflytelserikaste provinstidningar. Som ledamot av folketinget 1876–1886 och av landstinget 1886–1920 tillhörde han den moderata vänstern och spelade, särskilt under sina sista år, en ledande roll. Han var bland annat en av huvudmännen, då grundlagsstriden 1912–1915 fördes fram till en fredlig uppgörelse.